# Masato Kudō
Masato Kudō (jap. 工藤 壮人, Kudō Masato; * 6. Mai 1990 in Suginami, Präfektur Tokio; † 21. Oktober 2022) war ein japanischer Fußballspieler der auf der Position des Mittelstürmers eingesetzt wurde.

## Karriere

### Verein
Masato Kudō spielte von der Saison 2009 bis zum Ende des Jahres 2015 bei Kashiwa Reysol und kam auf insgesamt 148 Ligaspiele in der J1 League und in der Saison 2010 auf 27 Ligaspiele in der J2 League. In dieser Zeit erzielte er 66 Tore und gab 25 Torvorlagen.
Im Jahr 2016 wechselte er in die USA zum Major-League-Soccer-Verein Vancouver Whitecaps, bei dem er in 17 Ligaspielen eingesetzt wurde und zwei Tore erzielte.
Zur Saison 2017 wechselte er zurück in die J1 League zu Sanfrecce Hiroshima, wo er bis zum Ende der Hinrunde der Saison 2019 in 30 Ligaspielen auflief und vier Torerfolge erreichte. Für die Rückrunde der Saison 2019 wurde
Masato Kudō an Renofa Yamaguchi FC in die J2 League ausgeliehen. Für Renofa wurde er in 27 Ligaspielen eingesetzt und schoss vier Tore.
Nach einer kurzen Zeit ohne Verein schloss er sich dem A-League-Verein Brisbane Roar FC in Australien an. Er wurde in 14 Ligaspielen eingesetzt und schoss ein Tor. Am Ende dieser Saison war Kudō wieder ohne einen Vertrag und somit vereinslos, bis er zum Saisonstart in der J3 League einen Vertrag bei Tegevajaro Miyazaki unterschrieb. Diese Saison konnte er nicht mehr beenden da er am 21. Oktober 2022 verstarb.

### Nationalmannschaft
Im Jahr 2013 wurde Masato Kudō in das Aufgebot für die japanische Fußballnationalmannschaft zum Freundschaftsländerspiel am 30. Mai 2013 im Toyota-Stadion gegen die bulgarische Nationalmannschaft berufen.
Dort wurde er nicht eingesetzt und sein Debüt erfolgte am 21. Juli 2013 im Spiel der Ostasienmeisterschaft 2013 gegen die Mannschaft aus China unter dem Nationaltrainer Alberto Zaccheroni. Das Spiel in der Gruppe A1 wurde im Seoul-World-Cup-Stadion vor 3.500 Zuschauern ausgetragen und endete mit einem 3:3-Unentschieden bei dem Kudō mit einem Rechtsschuss in der 61. Spielminute nach einer Vorlage von Yōichirō Kakitani das 3:1 für Japan gelang. Bereits in der 32. Spielminute hatte Kudō das zwischenzeitliche 1:1 mit einem Kopfball auf Yūzō Kurihara vorbereitet.
Sein letzter Länderspieleinsatz war am 6. September 2013 im Freundschaftsspiel gegen die Fußballnationalmannschaft aus Guatemala. Das Spiel fand im Stadion in Nagai vor 46.244 Zuschauern statt und endete mit einem 3:0-Heimsieg für Kudō und die japanische Mannschaft. Kudō wurde in der 62. Spielminute für Shinji Okazaki eingewechselt und schoss kurz darauf in der 69. Spielminute nach einer Flanke von Shinji Kagawa mit einem Abstaubertor das 2:0 für Japan.
Er gehörte bei zwei weiteren Freundschaftsländerspielen zum Kader der japanischen Mannschaft wurde jedoch nicht eingesetzt. Insgesamt spielte Kudō in vier Länderspielen für Japan und erzielte zwei Länderspieltore.

## Erfolge
In der Saison 2009/10 gewann er mit Kashiwa Reysol die Meisterschaft der japanischen J2 League und konnte nach dem Aufstieg in die J1 League sofort die Meisterschaft in der japanischen J1 League feiern. Anschließend gewann er im Jahr 2012 den Kaiserpokal und den japanischen Fußball-Supercup und im Jahr 2013 den japanischen Ligapokal.

## Auszeichnungen
- J. League Fair Play Award: 2014

## Tod
Am 3. Oktober 2022 wurde bei Kudō ein Hydrocephalus, ein sogenannter Wasserkopf, diagnostiziert; er musste sich am 11. Oktober einer Operation unterziehen. Zehn Tage nach dem Eingriff starb er im Krankenhaus im Alter von 32 Jahren an Komplikationen dieses Eingriffs.